# المزمة
المزمة منطقة في الريف - شمال المغرب ومدينة غابرة في نفس المكان.
كانت للريف مدن مهمة عدة؛ فمدينة المزمة كانت العاصمة الأساسية لـ إمارة النكور الإسلامية التي تأسست في أواخر القرن الأول للهجرة، والتي كانت تسمى أيضا بـ إمارة بني صالح و«المزمة» ما زالت آثارها قائمة إلى يومنا هذا، وقد بني عليها نادي البحر الأبيض المتوسط، في أواخر الستينيات على الأرجح، في الحسيمة. وكانت تمتد إمارة بني صالح من منطقة « بادس أو باديس » غربا إلى نهر ملوية شرقا. فمنطقة الناظور ومليلية ومنطقة غساسة كانت كلها تضمها هذه الإمارة. وكان لها ميناء مهم يتواصل من خلاله مع الأندلس وهو الميناء الموجود حاليا في منطقة « سيدي إدريس ». وعندما تم القضاء على هذه الإمارة «الناكورية» أو «الصالحية» في أواسط القرن الخامس للهجرة، على يد المرابطين وهدموا «المزمة» بسبب الحروب، وكانت قد هوجمت مرات عدة من طرف « العبيديين » وكانت تستعيد أنفاسها كل مرة. لكن القضاء النهائي عنها تم في عهد المرابطين على يد يوسف بن تاشفين، حيث كانت له رؤية إستراتيجية تقوم على توحيد منطقة المغرب؛ فقد امتدت دولته شرقا إلى الجزائر العاصمة، وامتدت شمالا إلى جبال « البرانسس » في إسبانيا، وجنوبا إلى نهر السنغال.

## وصلات خارجية
- الجزيرة نت:مقالة عن تهديد هذه المعالم